# Kabinett Giolitti II
Das Kabinett Giolitti II regierte Italien vom 3. November 1903 bis zum 12. März 1905. Davor regierte das Kabinett Zanardelli, danach das Kabinett Tittoni. Die Regierung von Ministerpräsident Giovanni Giolitti wurde im Parlament von liberalen und sozialistischen Kräften getragen.
Die Zeit zwischen den Jahren 1900 und 1914 wird in Italien allgemein als Giolitti-Ära bezeichnet. Zwar war Giolitti in dieser Zeit nicht immer Ministerpräsident, er prägte sie jedoch politisch weitgehend. In diesen Jahren machte Italien große wirtschaftliche und soziale Fortschritte.
Das zweite Kabinett Giolitti öffnete sich in bis dato noch nicht dagewesener Weise den Forderungen der Sozialisten und der Gewerkschaften. In den Jahren davor hatte es Unruhen und illegale Streiks gegeben. Giolitti hatte immer wieder darauf hingewiesen, dass diese nicht nur politische, sondern vor allem wirtschaftliche Hintergründe hatten und nicht einfach mit repressiven Maßnahmen, sondern nur mit Dialog und Reformen zu lösen wären. Sein Kabinett führte neue arbeitsrechtliche Bestimmungen ein, insbesondere zum Schutz von Kindern und Frauen. Wegweisend waren auch die Gesetze über die Renten- und Unfallversicherung. Die folgenden Kabinette setzen die Reformen im Sinn Giolittis fort, bis dieser 1906 wieder selbst Regierungschef wurde.

## Minister

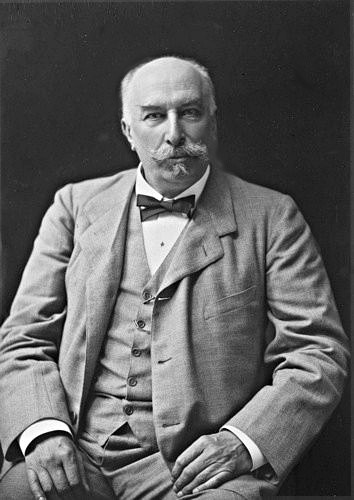
Giovanni Giolitti

| Ministerien                          | Name |
| ------------------------------------ | --- |
| Ministerpräsident                    | Giovanni Giolitti |
| Äußeres                              | Tommaso Tittoni |
| Inneres                              | Giovanni Giolitti |
| Justiz und Kirchenangelegenheiten    | Scipione Ronchetti |
| Krieg                                | Ettore Pedotti |
| Marine                               | Giovanni Giolitti (bis zum 3. November 1904) Carlo Mirabello (ab dem 3. November 1904)                                                     |
| Finanzen                             | Pietro Rosano (bis zum 9. November 1903) Luigi Luzzatti (bis zum 23. November 1904) Angelo Majorana Calatabiano (ab dem 24. November 1904) |
| Schatz                               | Luigi Luzzatti |
| Bildung                              | Vittorio Emanuele Orlando |
| Landwirtschaft, Industrie und Handel | Luigi Rava |
| Öffentliche Arbeiten                 | Francesco Tedesco |
| Post und Telegraphie                 | Enrico Stelluti Scala (bis zum 4. Dezember 1904) Francesco Tedesco (ab dem 5. Dezember 1904)                                               |